# Ráfide

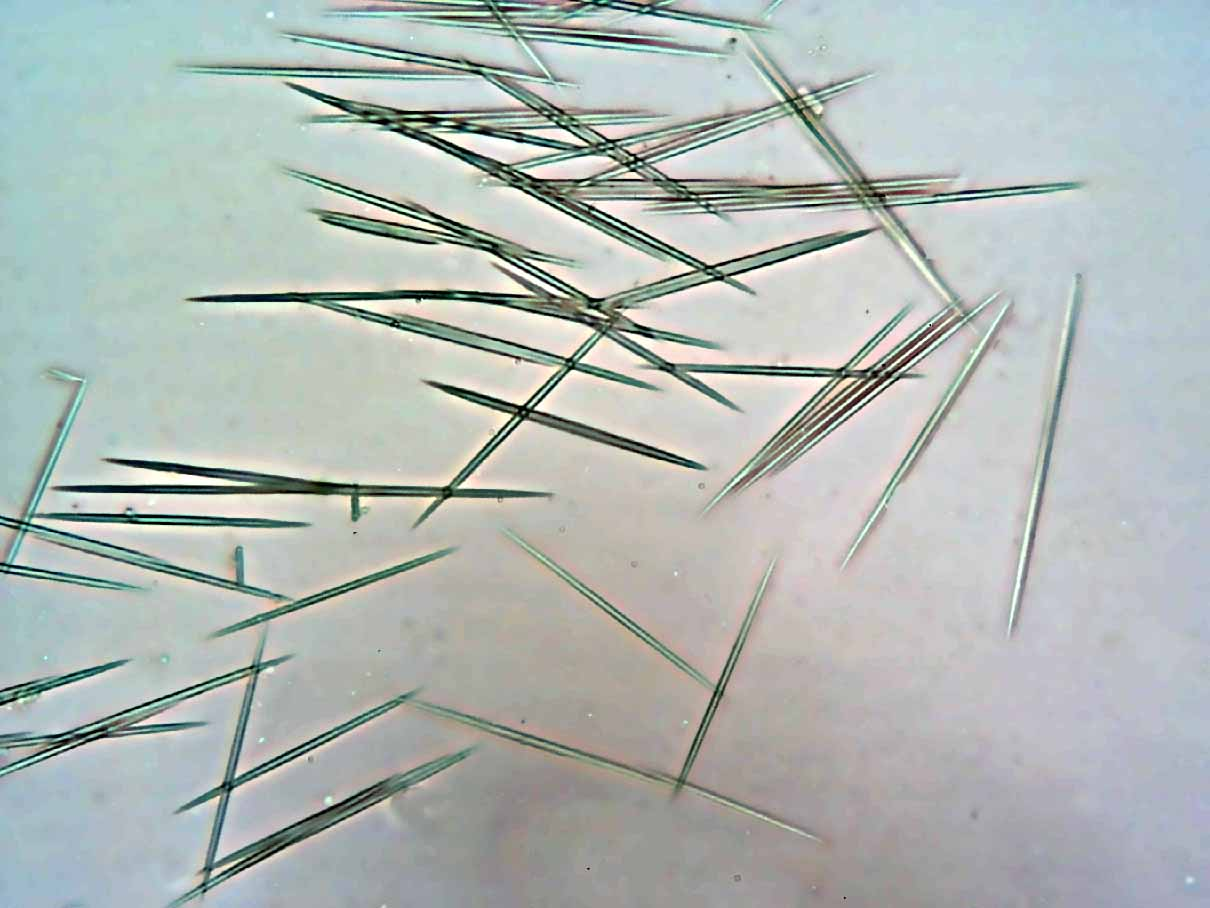
Ráfides em Epipremnum (ampliação: 600x)

Ráfide (do grego rhaphides, agulha), é a designação dada em biologia a cristais aciculares (isto é, em forma de agulha) que se formam por deposição de oxalato de cálcio ou de carbonato de cálcio no protoplasma de células especializadas, designadas por idioblastos, existentes nos tecidos de algumas plantas. A presença dos ráfides é uma defesa contra a herbivoria, já que os cristais infligem micro-lesões nas mucosas ou na pele dos animais que esmaguem ou ingiram a planta, potenciando, em conjunto com substâncias irritantes nela contidas, uma reacção que pode ir da comichão à dor, em geral acompanhada por edema.
Uma planta em cujas folhas ocorrem numerosos idioblastos com ráfides de oxalato de cálcio é a Dieffenbachia seguine, a comum Comigo-ninguém-pode, muito usada como planta ornamental de interior. O efeito irritante das suas folhas é devido às micro-lesões causadas pelos cristais contidos em células dispersas no seu parênquima.